# Frederik van Hessen-Darmstadt (1616-1682)
Frederik van Hessen-Darmstadt (Darmstadt, 28 februari 1616 - Breslau, 19 februari 1682) was een Duits kardinaal en prins-bisschop van Breslau.

## Biografie
Frederik werd geboren als het twaalfde kind van landgraaf Lodewijk V van Hessen-Darmstadt en Magdalena van Brandenburg. Hij werd geboren in een lutheraans gezin, maar op zijn twintigste bekeerde Frederik zich tot het rooms-katholicisme en werd hij lid van de Orde van Malta. Hij diende vervolgens een aantal jaar als soldaat in de marine van Spanje waar hij wist op te klimmen tot de rang van admiraal. In 1647 werd hij benoemd tot grootprior van de Orde van Malta in Duitsland.
Uiteindelijk ging Frederik van Hessen-Darmstadt in dienst van paus Innocentius X en in 1652 benoemde deze hem tot kardinaal. In die hoedanigheid nam Frederik deel aan het pauselijk conclaaf van 1655. Vervolgens werd hij samen met Carlo de' Medici benoemd tot pauselijk legaat voor koningin Christina I van Zweden die zich bekeerd had tot het katholicisme. In 1671 volgde vervolgens zijn aanstelling tot prins-bisschop van Breslau, een functie die hij tot aan zijn dood in 1682 bleef vervullen. In die hoedanigheid werd hij opgevolgd door Karel II von Liechtenstein-Kastelkorn.
- Gemeinsame Normdatei: 104366869
- International Standard Name Identifier: 0000 0001 0655 466X
- Nationale Bibliotheek van Tsjechië: ola2010609085
- Nationale Bibliotheek van Polen: a0000003291658
- Système universitaire de documentation: 196484383
- Virtual International Authority File: 89011102
- WorldCat: E39PBJcBYK9C4T8V6KYYB4Y773